# Eleutherospermum
Eleutherospermum es un género de plantas de la familia de las apiáceas. Comprende 3 especies descritas.

## Taxonomía
El género fue descrito por Karl Koch (botánico) y publicado en Linnaea 16: 365. La especie tipo es: Eleutherospermum grandifolium K. Koch. 	

## Especies
A continuación se brinda un listado de las especies del género Eleutherospermum aceptadas hasta septiembre de 2012, ordenadas alfabéticamente. Para cada una se indica el nombre binomial seguido del autor, abreviado según las convenciones y usos.
- Eleutherospermum cicutarium (M.Bieb.) Boiss.
- Eleutherospermum lazicum Boiss. & Balansa
- Eleutherospermum rubellum E.A.Busch